# Бурешлијева бркица
Бурешлијева бркица (Barbatula bureschi или Oxynoemacheilus bureschi) је слатководна риба која спада у зракоперке и припада породици Balitoridae.
Живи у Бугарској, Грчкој, Србији, и вероватно у Републици Македонији
Ово је слатководна речна риба која живи у већим, брзотекућим потоцима.